# Didymodon tectorum
Didymodon tectorum är en bladmossart som beskrevs av K. Saito 1975. Didymodon tectorum ingår i släktet lansmossor, och familjen Pottiaceae. Inga underarter finns listade i Catalogue of Life.